# Microhasarius animosus
Microhasarius animosus är en spindelart som beskrevs av George William Peckham och Elizabeth Maria Gifford Peckham 1907. Microhasarius animosus ingår i släktet Microhasarius och familjen hoppspindlar. Inga underarter finns listade i Catalogue of Life.